# Sabin Pautza
Sabin Pautza (Sabin Păuța; n. 8 februarie 1943, Cîlnic, lângă Reșița) este un compozitor, doctor în muzică și profesor universitar.

## Studii
1965 Absolvent al Universității Naționale de Muzică din București, specialitatea dirijat și pedagogie muzicală.
1970 Absolvent Academia Muzicală „Chigiana” din Siena, Italia, specialitatea compoziție și dirijat orchestra cu Franco Donatoni, Franco Ferrara și Bruno Maderna
1995 Doctor in Music –The London Institue for Applied Research, England
2005 Doctor în Compoziție, al Academiei de Muzică „Gh. Dima”, din Cluj-Napoca

## Carieră profesională
1966 - 1984 Asistent, apoi  lector universitar la Universitatea de Arte “G. Enescu” din Iași
1987 - 2011 Director artistic și prim-dirijor al celei mai vechi orchestre din New Jersey, Plainfield Symphony Orchestra
2011 - prez. Conductor Emeritus for life - Plainfield Symphony Orchestra
1986 - 2005 Associate Professor la ATLAN INSTITUTE din New York
1984 - 2010 Profesor la New York University
2009 - 2014 Profesor la „St. Rose” University - Albany- N.Y
1991 - 2005 Profesor la Rutgers University - New Jersey
2005 - 2013 Profesor universitar - Universitatea ”Emanuel”din Oradea.
Preda Master Clases la diferite universități din România: Universitatea de Vest din Timișoara, Univeristatea din Pitești, Universitatea din Târgoviște, Universitatea de Muzică „George Enescu” din Iași.

### Activitate științifică și de cercetare
```
 Publică lucrări de muzicologie în țară și străinătate ca:
         1.„Franco Donatoni și noua școală de compoziție italiană”. 
      2.„Prefigurări ale limbajului muzical modern în creația lui Claude Le Jeune”.
        3 „Majestatea Sa Anacruza, sau rolul raporturilor erarhice ale sintaxelor componistice în definirea sensului și expresiei în procesul interpretării muzicale”.
```

4.	„Curs de armonie”-(Editura Universității EMANUEL, Oradea).
5.	„Curs de Orcheatratie”-(Editura Universității EMANUEL, Oradea)

## Carieră artistică

### Compoziții
1. “Ave Maria” – pentru cor mixt (1956)
2. "Patru colinde" – pentru cor mixt (1966)
3. “Byzantine Alleluia" – pentru cor mixt (1967)
4. “Antiphonon Melos” – Oratoriu dramatic pentru cor și orchestră (1967)
5. “Seykylos Hymn” – pentru orchestră (1968)
6. "Suita Brevis" – pentru cvintet de suflători (1968)
7. "Cvartetul de coarde nr. 1" (Sonata a quarto) (1969)
8. “Musica per Due” – pentru flaut și pian (1970)
9. “Interludium” – pentru pian solo (1970) Editura Peters
10. “Estratto” – pentru pian solo (1971)
11. “Cinci piese pentru orchestră mare” – Editura Muzicală București, LP Electrecord (1972)
12. “Lacul” – madrigal pentru cor mixt (1972)
13. “Ofranda copiilor lumii” – pentru cor triplu mixt (1973) Premiul G.Enescu al Academiei Romane Editura Muzicală București, LP Electrecord
14. “Laudae” – pentru 10 soliști, Editura Muzicală București (1973)
15. “Păsări migratoare” – madrigal pentru cor mixt (1973)
16. “Canti Prophani” – suită pentru cor de copii și orchestră (1974)
17. “Suita Mărgană” – pentru cor mixt (1975)
18. “Noi umblăm și colindăm” – colind pentru cor mixt (1975)
19. “Pastel” – madrigal pentru cor mixt (1976)
20.  "Cvartetul de coarde nr. 2" (Jocuri I) (1977)
21. “Jocuri I” – pentru orchestră de coarde (1977)
22. “Jocuri II” – pentru cvartet de coarde și orchestră, LP Electrecord (1978)
23. “Eroii” – madrigal pentru cor mixt (1979)
24.  "Cvartetul de coarde nr. 3" (1979) LP Electrecord
25. “Columne” – cântată pentru cor și orchestră (1979)
26. “Jocuri III” – pentru violă (violoncel) și orchestră (1979)
27. “Jocuri IV” – pentru vioară și orchestră (1980)
28. “O Altă Poveste de Dragoste” – Operă (1980)
29. “Nocturne” – pentru soprană și orchestră (1980)
30. “Velerim și Veler Doamne” – pentru cor mixt (1966, rev. 1980)
31. “Hayku” – trei lieduri pentru soprană și orchestră (1981)
32. “Lumină” – cântată pentru cor și orchestră (1981) LP Electrecord
33. “Missa Brevis” – pentru soprană, cor și orgă (1982)
34. “Două interludii” – la “O Altă Poveste de Dragoste” pentru suflători (1982)
35. Simfonia nr. 1 – pentru orchestră mare (varianta I), (1982)
36. Trio nr. 1 – pentru coarde (1981, rev. 1983)
37. “Ebony Mass” – pentru cor și orgă (1985)
38. Două preludii – pentru clarinet (trompetă) și pian (1986)
39. “Pace” – mini cântată pentru cor de copii și orchestră (1987)
40. Simfonia nr. 1 – varianta a doua, “In Memoriam”, (1988-89)
41. Dublu concert – pentru violoncel (violă), pian și orchestră (1990)
42. Simfonia nr. 2 – “Sacra” pentru cor, mezzo-sopran și orchestră (1992)
43. “A Musical Journey” – pentru orchestră (1993)
44. “Rita Dove Triptych” – pentru soprană și orchestră (1993-94)
45. “Simfonietta” – pentru orchestră (1995)
46. Jocuri V-“Clopote” (CHIMES) în memoria lui Martin Luther King Jr.  (1995) Premiul Martin Luther King Jr.
47. Simfonia de Cameră – (1996)
48. “Moodswings” (Virée D’Humeur) –pe versuri de Tristan Tzara (1996)
49. Concert pentru saxofon și orchestră – (1997)
50. “Jocuri VI” – pentru clarinet și violă (1997)
51. “Ludus Modalis” – cvartet de coarde nr. 4 (1998)
52. “Ode To Hope” – cântată pentru cor și orchestră (1999)
53. Concertino – pentru violoncel și orchestră (2000)
54. Trei BOSSA NOVA (2001)
55.”Blues And Trouble” pentru orchestra de cameră (2002)
56. Preludio, Bossa , Postludio – per quatro fsgotti (2003)
57. FRESCA pentru cor mixt și orchestră (2004)
58. Triptic Antic- Ciclu de lieduri pe versuri de Nicolae Coman (2006)
59. Bassklavierkonzert - Concert pentru bas clarinet, pian și orchestră (2007)
60. Capriccio - pentru orchestra de coarde (2007)
61. Concert pentru flaut și orchestră (2008)
62. Jocuri VII-”Schassburger Capriccio” pentru orchestra de coarde (2008)
63. Pastorala-Sonata a quattro flauti (2009)
64. Jocuri XIII-”Hexagon”-sextet pentru suflători, coarde, pian și percuție(2009)
65. Elegie-pentru violină și orchestră (2010) - In Memoriam Stefan Ruha
66. Divertimento I pentru orchestră (2010)
67. Divertimento II pentru orchestră (2010)
68. Divertimento nr.3 pentru patru fagoti (2010)
69. Divertimento nr.4 pentru Oboi, Fagot, Violă și Violoncel (2010
70. DE PROFUNDIS –Poem pentru cor mixt (2011)
71. Peste Vârfuri –Madrigal pentru cor mixt (2011)
72. Jocuri IX (Ecouri) pentru combo și orchestră (2012)
73. Piano Trio Divertimento nr.4)(2012)
74. PROMETHEUS –Poem simfonic –(2012)
75. Divertimento V pentru cvartet de clarineți (2013)
76. FABRIZIO Muzical pentru copii (versuri Patricia Brady-Danzig- 2013)
77. Schlagzeug Konzert -Concert pentru percuție și orchestră (2014)

### Concerte
A concertat în cele mai mari săli din Statele Unite, Europa și Australia, printre care: 
„Carnegie Hall” din New York, 
„Santa Cecilia” din Roma, 
Richard Wagner „Jugendfestspieltreffen” din  Bayreuth, 
„Chopin” din Varșovia, 
„Philarmonic Hall” din Sydney. 
Activitatea dirijorală cuprinde în medie un număr de douăzeci de concerte pe an în România și în străinătate.

## Premii și distincții
Deține numeroase premii și distincții românești și internaționale, printre care: 
premiul „George Enescu”, al Academiei Române, 
premiul Uniunii Compozitorilor și Muzicologilor din România, 
marele premiu al Televiziunii Române, 
premiul de compoziție al „Concursului Internațional din Salt Lake City”, Utah, 
premiul „Rudolf Nissim” al Uniunii Compozitorilor Americani, 
marele premiu „Doctor Martin Luther King Jr.” pentru compoziție. 
Activitatea sa internațională de dirijor și compozitor i-a adus în 1995 titlul onorific de Doctor în Muzică, acordat de Institutul pentru Cercetări Aplicate din Londra. De asemenea, în anul 2005 Academia de Muzica „George Dima” din Cluj-Napoca i-a acordat titlul de Doctor în Muzică.
Este cetățean de onoare al orasului Plainfield din New Jersey și al orașului Reșița, Caraș-Severin precum și al județului Caraș-Severin. 
Liceul de Artă din Municipiul Reșița poartă numele „Sabin Pautza”
Este membru al Uniunii Compozitorilor și Muzicologilor din România, al ASCAP 
Uniunea Compozitorilor Americani și GEMA, 
Uniuna Compozitorilor din Germania. 
Membru onorific al Consiliului de conducere al Institutului Biografic American.
Numele lui Sabin PAUTZA figurează în “Who’s Who in Music” (1988-2003) și în volumul, “2000 de oameni de seamă americani” publicat de Institutul Biografic American.
Compozițiile sale au fost înregistrate de către firma „Swift Music Group” din Statele Unite, în seria „Opera Omnia”, pe 15 CD-uri. De asemenea, editura muzicală „San Nicobian” din New York, i-a publicat în exclusivitate  partiturile sale.
Din anul 2014 are loc la Reșița Concursul și Festivalul Internațional de interpretre pianistică și compoziție „Sabin Pautza” organizat de Societatea pntru Cultură „METARSIS”
Doctor Honoris Causa al Universității „Valahia” din Târgoviște.
Membru al Clubului din 2007, Reșița